# Aurora (Ceará)
Aurora es un municipio del estado brasileño de Ceará, a 283 metros sobre el nivel del mar.
El censo de 2001 apuntó que el municipio cuenta con cerca de 25 mil habitantes, con cerca del 63% de la población viviendo en la zona rural. Es la tierra natal del artista Aldemir Martins.

## Etimología
El topónimo Aurora viene del Portugués Aurora y significa Amanecer. Su denominación original era Venda, después Aurora Velha, Aurora Nova y desde 1883 Aurora.

## Historia
Las tierras en los márgenes del río Salgado eran habitadas por diversa etnias ínigenas, entre ellas los Caryri, y los Guariú.
La búsqueda de oro en las orillas del Río Salgado, trajo para la región del Sertón del Karirí, la colonización. En consecuencia, la donación de parcelas, que permitió el surgimiento de poblados, villas, sitios y haciendas. Una de esas propiedades rurales, la Fazenda Logradouro o Sítio Venda o Venda do Rio Salgado, de Antonio Lopes de Andrade (primer Comandante del Cuerpo de Caballería de la Villa Real del Crato) y su consorte Arcângela Maria, fue adquirida, en el último cuarto del siglo XIX, por el Pe. Antonio Leche de Oliveira.
Con la expansión de la ganadería en Ceará, Aurora creció como un núcleo urbano y comercial, en el Karirí y los Inhamuns.

## Política
La administración municipal se localiza en la sede: Aurora.

## Subdivisión
El municipio tiene 4 distritos: Aurora(sede), Ingazeiras, Santa Vitória y Tipi.

## Geografía

### Clima
Tropical caliente semiárido con un promedio de lluvias media de 636,7 mm con lluvias concentradas de enero a abril.

### Hidrografía y recursos hídricos
Las principales fuentes de agua de Aurora forman parte de la cuenca del Río Salgado, teniendo como principales afluentes los riachos de la Jitirana, Pau Blanco, Tipi, de los Cavallos, del Juiz, Olho d’Agua, Jenipapeiro y del Jenipapeiro de Encima (limita con el municipio de Misión Velha). Otra fuente de agua es el Acúde de la Cascada.

### Vegetación
La vegetación es bastante diversificada, mostrado territorios de cerradao (tipo predominante), caatinga y cerrado.

## Economía
Su economía se basaba en productos agrícolas: algodón arbóreo y herbáceo, banana, caña de azúcar, maíz y frijol, además de la dinámicas y afluente apicultura.
Agropecuaria – rebaños: bovinos y porcinos; creación de aves.
Mineral: presencia de depósitos de amianto, utilizado en la industria química, principalmente como material filtrante. Fue localizado también otro mineral de gran valor económico, la malaquita, fuente de obtención de cobre.